# Кондратеновка
Кондрате́новка — село в Уссурийском городском округе Приморского края. Административный центр Кондратеновской территории.

## История
Село названо в честь генерал-лейтенанта Романа Исидоровича Кондратенко (1857—1904), героя обороны Порт-Артура
Село Кондратеновка — место гибели героя Гражданской войны на Дальнем Востоке Виталия Баневу́ра (1902—1922).
В окрестностях села находится мемориальный комплекс «Могила Баневура».

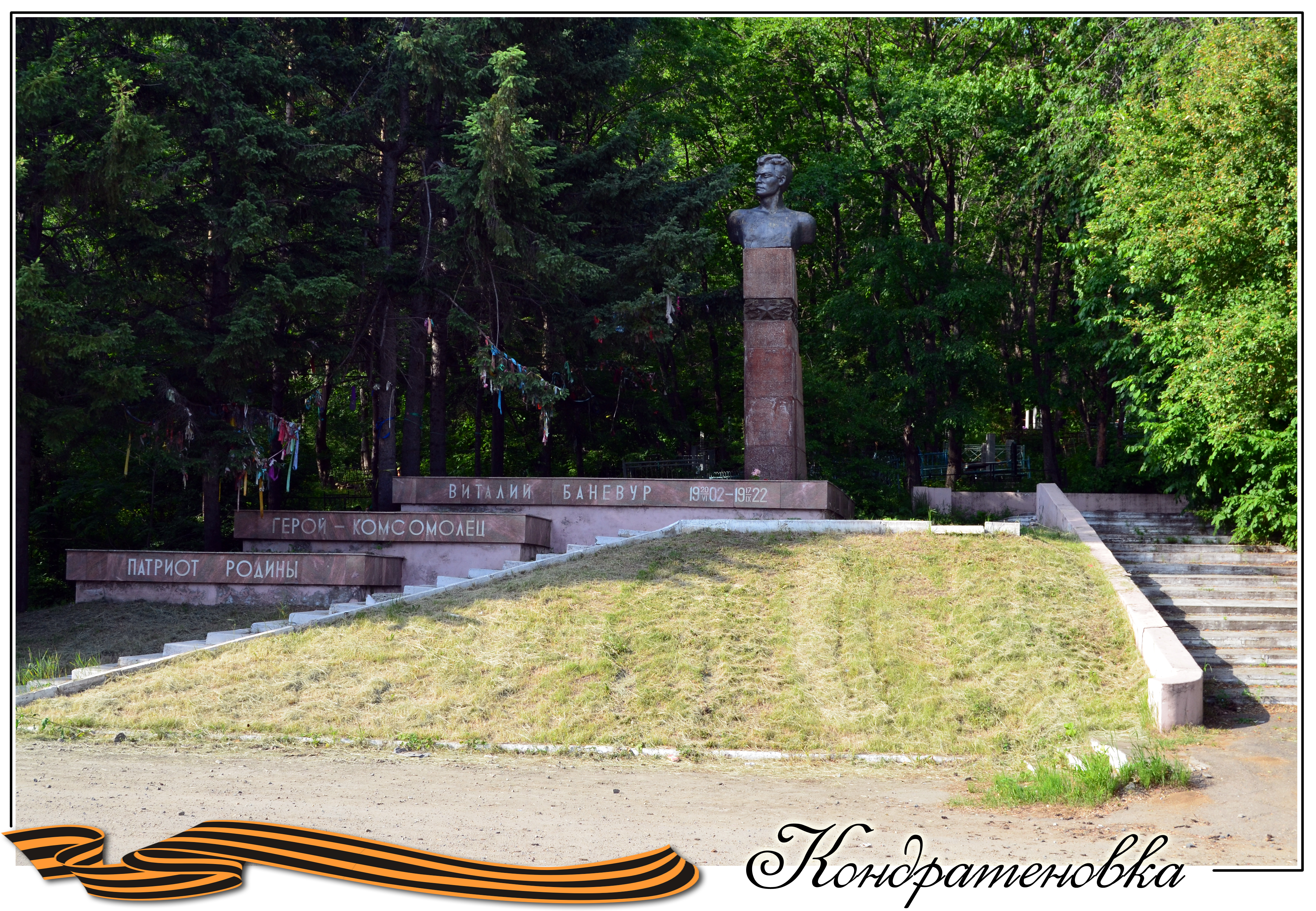
Мемориал Виталия Баневура на сельском кладбище.

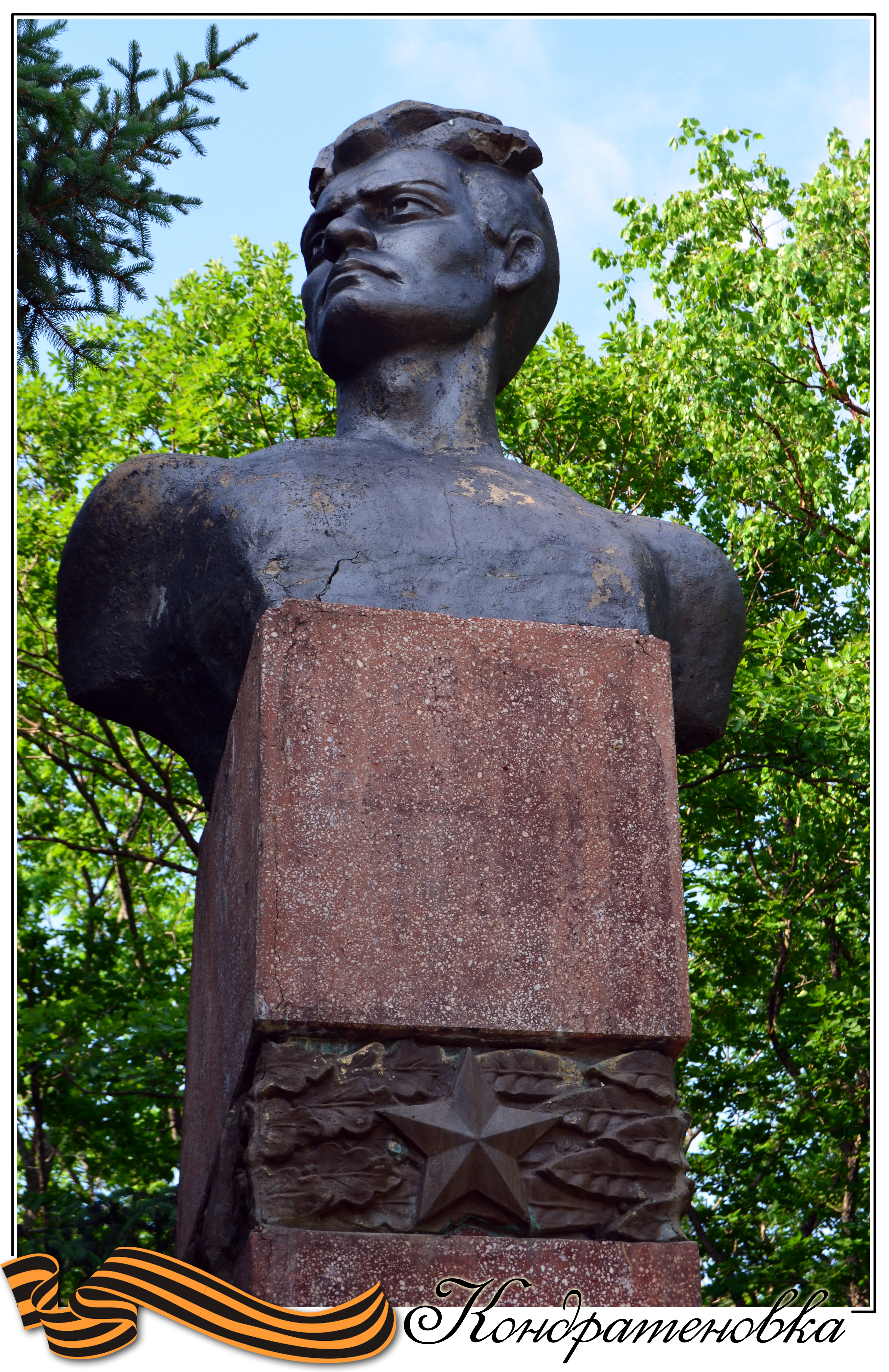
Бюст Виталия Баневура.

## Население
| 2002 | 2010 |
| ---- | ---- |
| 215  | ↗228 |

## География
Село Кондратеновка стоит на левом берегу реки Комаровка.
Дорога к селу Кондратеновка идёт на юго-восток от «железнодорожной слободки» Уссурийска через сёла Глуховка и Заречное. Расстояние до Уссурийска около 25 км.

## Экономика
- Сельскохозяйственные предприятия Уссурийского городского округа.